# Štubik
Štubik es un pueblo ubicado en la municipalidad de Negotin, en el distrito de Bor, Serbia.

## Superficie
Posee una superficie de 43,73 kilómetros cuadrados.

## Demografía
Hasta 2011 la población era de 874 habitantes, con una densidad de población de 19,99 habitantes por kilómetro cuadrado.